# Дареджан Дадіані
Дареджан Дадіані (груз. დარეჯანი, в російському підданстві Дар'я Георгіївна, грузинська цариця; 20 липня 1738, Мегрельське князівство — 8 листопада 1807, Санкт-Петербург, Російська імперія) — третя дружина царя Іраклія II, в шлюбі цариця Картлі-Кахеті з 1762 по 1798 рік, цариця Кахеті з 1750 по 1762 рік. Представниця будинку Дадіані, князів Мігрелії. У шлюбі народила 23 дитини. В останні роки правління чоловіка мала великий вплив на політику і судові справи в державі. Скептично ставилася до проросійської політики царя Іраклія II і його наступника, свого пасинка, царя Георгія X. Намагалася перешкодити його дітям зійти на престол Картлі-Кахеті. У 1803 році, слідом за російською анексією царства Картлі-Кахеті, цариця-вдова була насильно перевезена до Росії. Померла в Санкт-Петербурзі і була похована в Олександро-Невській лаврі.

## Біографія
Народилася 20 липня 1738 року в родині Кація-Георгія Дадіані, молодшого сина мегрельського князя Бежана Дадіані, і княгині Тамари, з роду Геловані — еріставі Сванетії. У 1750 році, у віці 13 років, Дареджан видали в шлюб з кахетинським царем Іраклієм II. Вона стала третьою дружиною царя, до цього вже двічі овдовілого. Його друга дружина Анна Абашидзе померла за рік до весілля з Дареджан. Шлюбні переговори від імені Іраклія II вела його родичка, Картлійська царівна Хорешан, дочка покійного Картлійського царя Ієссея і дружина князя Ієссея Амілахварі. Наречену до нареченого в Сурамі привезли Хорешан і Саба, єпископ Ніноцмінди. Цар особисто зустрів майбутню дружину. Весільні урочистості в Тбілісі пройшли при дворі батька нареченого, Картлійського царя Теймураза II. Після смерті останнього, в 1762 році Іраклій II успадкував його трон, об'єднавши обидва східно-грузинських царства в єдину державу.
Найперша згадка в документах про народження у Дареджан дитини, царівни Олени, відноситься до 1753 року, коли їй було 16. З 1755 по 1782 рік вона народила ще 21 дитину. До повноліття дожили лише 13 з них. Цариця прагнула забезпечити правонаступництво одному зі своїх синів, позбавивши цього права законного спадкоємця престолу, царевича Георгія — сина царя від другого шлюбу. Це стало головною метою участі Дареджан у політиці держави. В останні роки життя Іраклія II вона мала на царя великий вплив. У 1791 році Дареджан переконала чоловіка скасувати принцип первородства на користь братнього спадкування, за яким після смерті Іраклія II його спадкоємцем ставав старший син — царевич Георгій, але після смерті самого Георгія трон мав перейти до наступного живого на той час сина Іраклія II, а не до спадкоємців пасинка Дареджан. Таким чином в лінії престолонаслідування відразу за Георгієм стали сини цариці — принци Юлон, Вахтанг, Міріан, Олександр і Фарнаваз. Однак, зійшовши на трон після смерті Іраклія II в 1798 році, цар Георгій XII повернув принцип первородства, оголосивши його скасування покійним батьком недійсним. Останнє призвело до конфлікту між Георгієм XII і його рідними братами й самою Дареджан.
Ще однією причиною напружених відносин між вдовою-царицею і її пасинком-царем були його відносини з Російською імперією. Дареджан скептично ставилася до зближення Картлі-Кахеті з північним сусідом ще з часів правління Іраклія II, особливо після того, як в 1795 році російська армія, порушивши Георгіївський трактат від 1783 року, в якому зобов'язалася захищати Картлі-Кахеті від зовнішньої загрози, залишила царство перед лицем катастрофічного вторгнення з Ірану. Цариця неодноразово стверджувала, що стосунки з Російською імперії не принесли державі ніякої користі.
Дареджан і її прихильники були налаштовані рішуче проти прагнення Георгія XII знову вдатися до протекції російського імператора. В 1800 році один з синів цариці-вдови, царевич Олександр, відкрито виступив проти єдинокровного брата-царя і спробував зробити переворот за допомогою аварців та іранських союзників. Відносини в царській родині остаточно прийшли в занепад, коли в липні 1800 Георгій XII помістив під домашній арешт свою мачуху в палаці в Авлабарі, змусивши її синів зібрати всі свої сили навколо Тбілісі, заради звільнення з-під арешту матері.
Після смерті Георгія XII в грудні 1800 року російський генерал Іван Лазарєв оголосив наказ імператора Павла I всім членам царської сім'ї, включаючи царицю вдову, утриматися від оголошення себе спадкоємцями престолу. Після смерті імператора в березні 1801 Дареджан звернулася до його спадкоємця імператора Олександра I з проханням визнати царевича Юлона новим царем Картлі-Кахеті та захистити саму вдову-царицю і її родичів від переслідувань з боку старшого сина її покійного пасинка — царевича Давида і його прихильників. Однак російський уряд оголосив про пряму анексію Картлі-Кахетинського царства, тим самим, знищивши тисячолітнє правління Багратіонів.

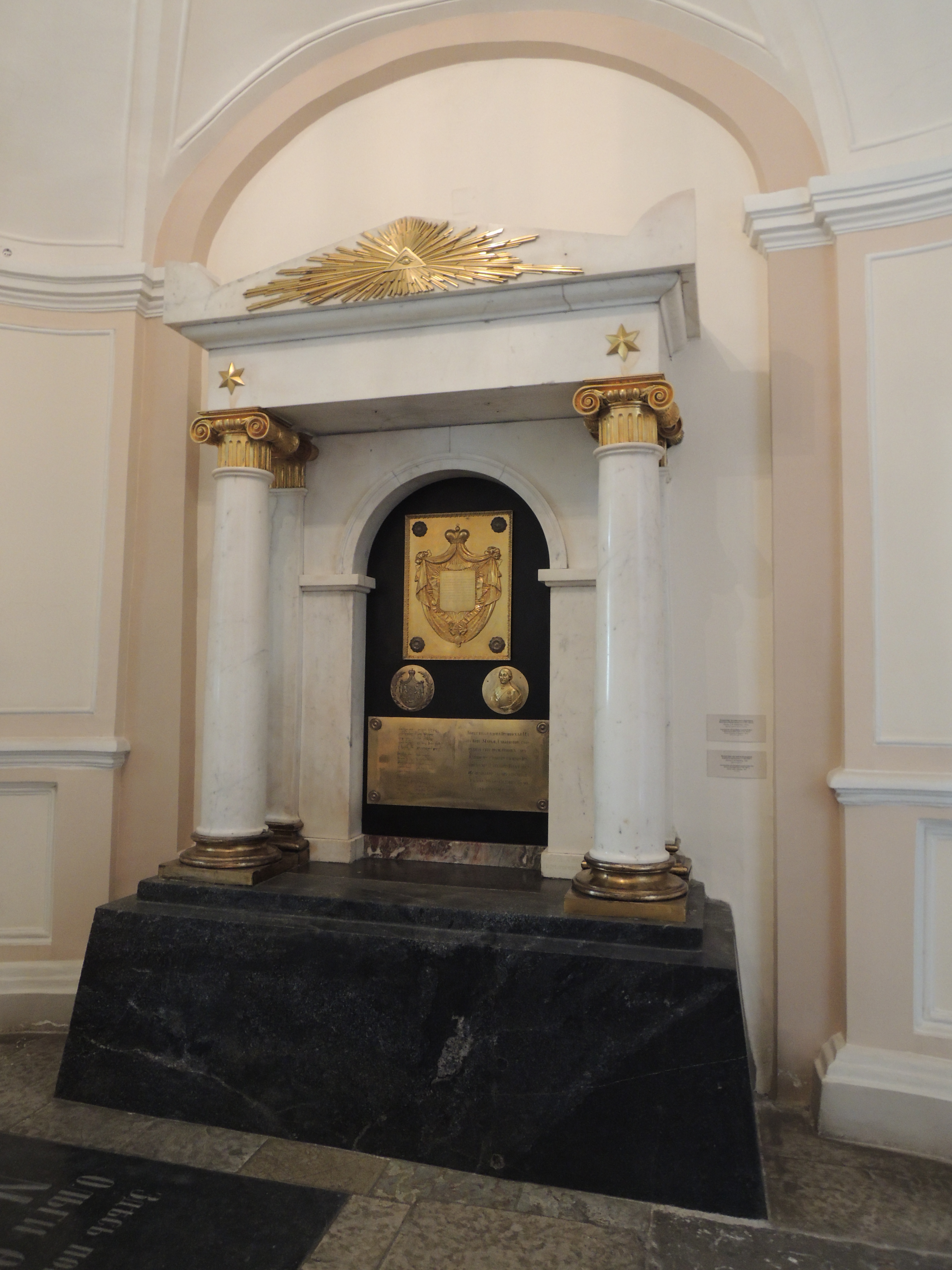
Гробниця Дар'ї Георгіївни, цариці грузинської в Олександро-Невській лаврі

Вдова-цариця і її сини пішли в опозицію до нового режиму. Царевич Юлон, Олександр і Фарнаваз очолили повстанців. Окупаційна влада уважно стежили за кожною поїздкою Дареджан за межі Тбілісі. Аби не допустити подальшої ескалації, 20 серпня 1802 імператор Олександр I наказав генералу Карлу Кноррингу депортувати всіх членів царської сім'ї з Картлі-Кахеті на територію Російської імперії. Державна рада підтвердила це рішення і дала вказівку «вжити всіх заходів що до перевезення цариці Дареджан та інших членів царської родини в Росію, тому що їх присутність в Грузії завжди буде причиною і наслідком (для розвитку) сил, ворожих російській гегемонії». Відносини Дареджан з Кноррингом були особливо напруженими. Одного разу генерал розсердив царицю, надівши капелюх і пальто у її будинку і перервавши обідню аудієнцію зі словами, що прийшов час для його горілки.
Операція з депортації мала бути виконана наступником Кнорринга, генералом Павлом Ціціановим, грузином за походженням. Щоб уникнути засання, Дареджан назвалася хворою. Ціціанов відповів, що ніяка причина не відкладе її від'їзд. Царицю також звинуватили в «зрадницькому» листуванні з ворогами Російської імперії і видаленні шанованої ікони Анчийского Спаса[en] з церкви в Тбілісі. 25 жовтня 1803 року російська армія вивезла Дареджан з маєтку онука королеви в Мухрані і перевезла в Росію.
Під час заслання до Дареджан зверталися як до цариці Дар'ї Георгіївни. Їй дозволили оселитися в Санкт-Петербурзі, де вона жила в орендованому будинку при парафії церкви Святих Симона і Анни. Пізніше, хворій Дареджан було дозволено мати домашню церкву, яку освятили 22 липня 1804 року і закрили після смерті цариці 8 листопада 1807 року. Дареджан, вдова-цариця грузинська і дама Великого хреста ордена святої Катерини, була похована в Олександро-Невській лаврі.

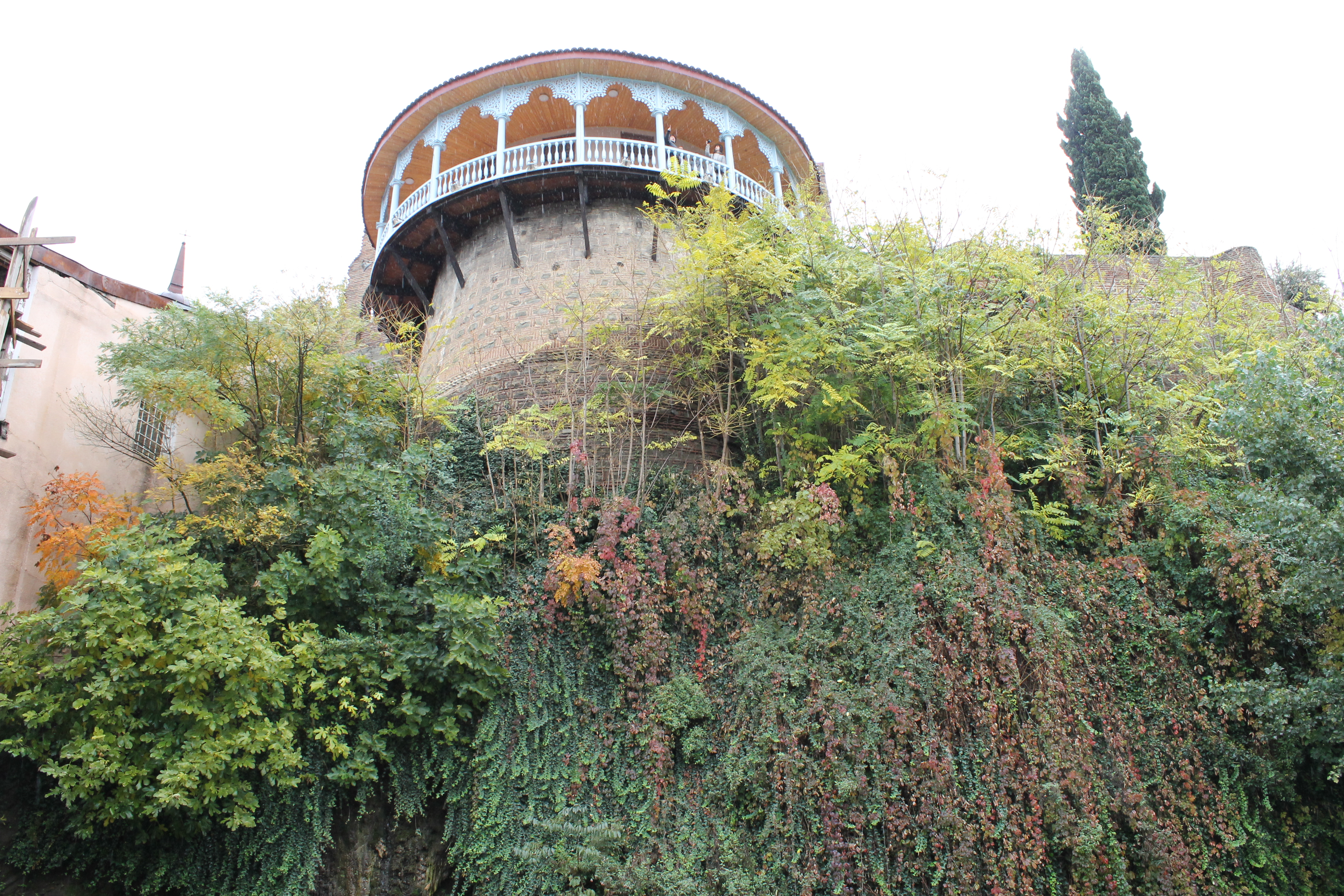
Альтанка палацу цариці Дареджан

«Сачін» — Палац цариці Дареджан (1776) — пам'ятка Тбілісі.